# Nelson Panciatici
Nelson Panciatici (ur. 26 września 1988 roku w Reims) – francuski kierowca wyścigowy.

## Kariera

### Formuła Renault
Francuz karierę rozpoczął w roku 1998 od startów w kartingu. W 2005 roku przeszedł do wyścigów samochodów jednomiejscowych, debiutując we Francuskiej Formule Renault. Zdobyte punkty sklasyfikowały go na 13. miejscu. W kolejnym sezonie (w tej serii) pięciokrotnie stanął na podium (z czego raz na najwyższym stopniu), ostatecznie kończąc zmagania na 5. pozycji. W tym samym roku Nelson wziął udział również w dwóch rundach europejskiej edycji. W ciągu czterech wyścigów dwukrotnie dojechał na punktowanych lokatach, w tym raz na trzecim miejscu. Nie był jednak liczony do klasyfikacji.

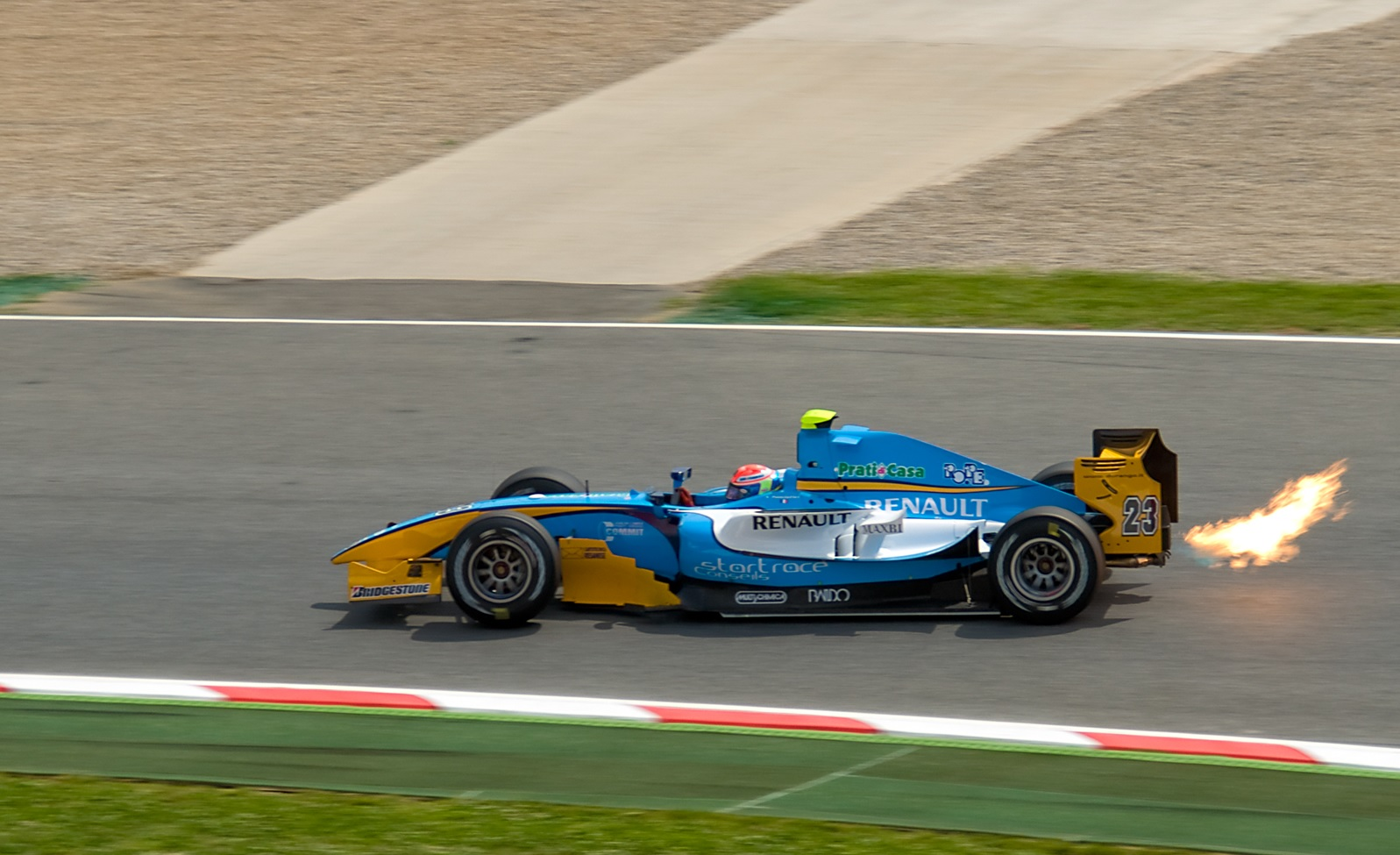
Nelson Panciatici podczas wyścigu GP2, na torze Circuit de Catalunya, w 2009

W sezonie 2005 Panciatici brał udział w pełnym cyklu Europejskiej Formuły Renault. Stanąwszy w niej trzykrotnie na podium, rywalizację ukończył na 10. miejscu. Poza tym wystartował w trzech rundach francuskiego cyklu. Uzyskane punkty pozwoliły mu zająć w klasyfikacji końcowej 13. pozycję.

### Formuła 3
W roku 2008 Francuz przeniósł się do Hiszpańskiej Formuły 3. W ciągu siedemnastu wyścigów sześciokrotnie meldował się na podium, ostatecznie kończąc zmagania na 2. miejscu. Po tytuł wicemistrzowski Nelson sięgnął również w Pucharze F306, przegrywając zaledwie jednym punktem ze Szwajcarką Natachą Gachnang. W tym czasie dwunastokrotnie mieścił się w pierwszej trójce, z czego trzykrotnie na najwyższym stopniu.
Oprócz regularnych startów w hiszpańskiej F3, Panciatici zadebiutował również w Formule 3 Euroseries (nie był liczony do klasyfikacji), biorąc udział w jednej rundzie (na francuskim torze Le Mans). Oba wyścigi zakończył jednak w drugiej dziesiątce.

### Seria GP2
Dzięki wsparciu sponsorów Nelson dostał szansę startów w bezpośrednim przedsionku Formuły 1 – serii GP2 – we włoskim zespole Durango. W ciągu szesnastu wyścigów Francuz nie zdobył jednak punktów, najlepiej spisując się podczas pierwszego wyścigu, na belgijskim torze Spa-Francorchamps, gdzie zajął jedenaste miejsce. Po rundzie w Belgii ekipa Panciaticiego w wyniku problemów finansowych nie wystartowała we Włoszech oraz Portugalii, pozostawiając tym samym Francuza bez pracy.

### Superleague Formula
W sezonie 2009, oprócz startów w GP2, Panciatici był również zaangażowany w serię Superleague Formula, w której reprezentował francuski klub Olympique Lyon. Wystąpiwszy w dwunastu wyścigach, Nelson dziewięć razy meldował się na punktowanych pozycjach. Najlepiej zaprezentował się podczas drugiego wyścigu w Wielkiej Brytanii oraz pierwszego w Hiszpanii, gdzie został sklasyfikowany na dziewiątym miejscu. Ostatecznie zmagania zakończył na 17. lokacie w końcowej klasyfikacji.

### Formuła Renault 3.5
W 2010 roku Francuz przeszedł do Formuły Renault 3.5, w której startował w barwach malezyjskiej ekipy Junior Lotus Racing. Punktując w dziesięciu z siedemnastu wyścigów (najwyżej został sklasyfikowany na czwartej pozycji, w sobotniej rywalizacji, na francuskim torze Magny-Cours oraz brytyjskim Silverstone), zmagania ukończył na 12. miejscu.
Na kolejny sezon startów Panciatici przeniósł się do rosyjskiej ekipy KMP Racing. E pierwszym wyścigu na torze Circuit de Catalunya Francuz stanął na najniższym stopniu podium. Ostatecznie dzięki zdobyczy 55 punktów uplasował się na 9 lokacie w klasyfikacji generalnej.

### 24h Le Mans
W 2012 roku Francuz wystartował wspólnie z Rosjaninem Romanem Rusinowem w słynnym 24 - godzinnym wyścigu 24h Le Mans w klasie LMP2. Uplasował się na 4 pozycji w swojej klasie oraz na 10 miejscu w całym wyścigu. Rok później zajął ósmą pozycję w swojej klasie.

### WRC
W latach 2012–2013 Francuz wystartował w słynnym Rajdze Monte Carlo - eliminacji Rajdowych Samochodowych Mistrzostw Świata. Gdy w 2012 roku ukończył rajd na 35 pozycji, to w kolejnym sezonie nie zdołał dojechać do mety.

## Statystyki
| Sezon   | Seria                                           | Zespół              | Wyścigi | Podium | PP | Zwycięstwa | Punkty | Poz. koń. |
| ------- | ----------------------------------------------- | ------------------- | ------- | ------ | -- | ---------- | ------ | --------- |
| 2005    | Francuska Formuła Renault                       | Epsilon Sport       | 16      | 0      | 0  | 0          | 19     | 13        |
| 2006    | Francuska Formuła Renault                       | Epsilon Sport       | 13      | 5      | 1  | 1          | 61     | 5         |
| 2006    | Europejska Formuła Renault                      | Epsilon Euskadi     | 4       | 1      | 0  | 0          | 0      | NS†       |
| 2007    | Francuska Formuła Renault                       | SG Formula          | 6       | 0      | 0  | 0          | 19     | 13        |
| 2007    | Europejska Formuła Renault                      | SG Formula          | 14      | 3      | 0  | 0          | 44     | 10        |
| 2008    | Formuła 3 Euroseries                            | RC Motorsport       | 2       | 0      | 0  | 0          | 0      | NS†       |
| 2008    | Hiszpańska Formuła 3                            | Hache International | 17      | 6      | 0  | 0          | 84     | 2         |
| 2008    | Puchar Hiszpańskiej Formuły 3                   | Hache International | 17      | 12     | 3  | 4          | 109    | 2         |
| 2009    | Seria GP2 - sezon 2009                          | Durango             | 16      | 0      | 0  | 0          | 0      | 24        |
| 2009    | Superleague Formula                             | Olympique Lyon      | 12      | 0      | 0  | 0          | 160    | 17        |
| 2009-10 | Sportscar Winter Series - Proto                 | DAMS                | 4       | 2      | 2  | 2          | 0      | NS†       |
| 2010    | Formuła Renault 3.5                             | Junior Lotus Racing | 17      | 0      | 0  | 0          | 44     | 12        |
| 2011    | Formuła Renault 3.5                             | KMP Racing          | 16      | 1      | 0  | 0          | 55     | 9         |
| 2012    | FIA World Endurance Championship - LMP2         | Signatech Nissan    | 7       | 1      | 0  | 0          | 0      | NS†       |
| 2012    | 24h Le Mans - LMP2                              | Signatech Nissan    | 1       | 0      | 0  | 0          | N/A    | 4         |
| 2012    | FIA World Endurance Championship                | Signatech Nissan    |         |        |    |            | 11,5   | 25        |
| 2013    | FIA World Endurance Championship - Trofeum LMP2 | Signatech Alpine    | 1       | 0      | 0  | 0          | 0      | NS        |
| 2013    | 24h Le Mans - LMP2                              | Signatech Alpine    | 1       | 0      | 0  | 0          | N/A    | 8         |
| 2013    | European Le Mans Series - LMP2                  | Signatech Alpine    | 5       | 3      | 0  | 1          | 85     | 1         |
| 2014    | 24h Le Mans - LMP2                              | Signatech Alpine    | 1       | 0      | 0  | 0          | N/A    | 3         |
| 2014    | European Le Mans Series - LMP2                  | Signatech Alpine    | 5       | 3      | 0  | 1          | 78     | 1         |

† – Panciatici nie był liczony do klasyfikacji.

## Wyniki w GP2
| Legenda oznaczeń w tabelach wyników Wyświetl szablon na nowej stronie | Legenda oznaczeń w tabelach wyników Wyświetl szablon na nowej stronie                                                                     |
| Oznaczenie                                                            | Wyjaśnienie |
| --------------------------------------------------------------------- | --- |
| Złoty                                                                 | Zwycięzca lub mistrzostwo |
| Srebrny                                                               | 2. miejsce lub wicemistrzostwo |
| Brązowy                                                               | 3. miejsce lub II wicemistrzostwo |
| Zielony                                                               | Ukończył, punktował (w klasyfikacji generalnej, gdy zdobył co najmniej jeden punkt na przestrzeni sezonu, poza trzema powyższymi opcjami) |
| Niebieski                                                             | Ukończył, nie punktował (w klasyfikacji generalnej, gdy nie zdobył co najmniej jednego punktu na przestrzeni sezonu)                      |
| Czerwony                                                              | Nie zakwalifikował się (NZ) |
| Czerwony                                                              | Nie prekwalifikował się (NPK) |
| Różowy                                                                | Nie ukończył (NU) |
| Różowy                                                                | Niesklasyfikowany (NS) (w klasyfikacji generalnej, gdy nie został sklasyfikowany w żadnym wyścigu sezonu)                                 |
| Czarny                                                                | Zdyskwalifikowany (DK) |
| Czarny                                                                | Wykluczony (WYK/EX) |
| Biały                                                                 | Nie wystartował (NW) |
| Biały                                                                 | Kontuzjowany (K/INJ) |
| Biały                                                                 | Wyścig odwołany (OD/C) |
| Bez koloru                                                            | Został wycofany (WYC/WD) |
| Bez koloru                                                            | Nie przybył (NP/DNA) |
| Bez koloru                                                            | Nie brał udziału w treningach (NT/DNP) |
| Bez koloru                                                            | Nie został zgłoszony (–) |
| Pogrubienie                                                           | Start z pole position |
| Kursywa                                                               | Najszybsze okrążenie wyścigu |
| †                                                                     | Nie ukończył, ale jego rezultat został zaliczony ze względu na przejechanie więcej niż 90% dystansu wyścigu.                              |
| *                                                                     | Sezon w trakcie |
| 1/2/3                                                                 | Punktowana pozycja w sprincie kwalifikacyjnym                                                                                             |
| Lista systemów punktacji Formuły 1                                    | |

| Rok  | Zespół  | Wyniki w poszczególnych eliminacjach | Wyniki w poszczególnych eliminacjach | Wyniki w poszczególnych eliminacjach | Wyniki w poszczególnych eliminacjach | Wyniki w poszczególnych eliminacjach | Wyniki w poszczególnych eliminacjach | Wyniki w poszczególnych eliminacjach | Wyniki w poszczególnych eliminacjach | Wyniki w poszczególnych eliminacjach | Wyniki w poszczególnych eliminacjach | Wyniki w poszczególnych eliminacjach | Wyniki w poszczególnych eliminacjach | Wyniki w poszczególnych eliminacjach | Wyniki w poszczególnych eliminacjach | Wyniki w poszczególnych eliminacjach | Wyniki w poszczególnych eliminacjach | Wyniki w poszczególnych eliminacjach | Wyniki w poszczególnych eliminacjach | Wyniki w poszczególnych eliminacjach | Wyniki w poszczególnych eliminacjach | Punkty | Pozycja |
| ---- | ------- | ------------------------------------ | ------------------------------------ | ------------------------------------ | ------------------------------------ | ------------------------------------ | ------------------------------------ | ------------------------------------ | ------------------------------------ | ------------------------------------ | ------------------------------------ | ------------------------------------ | ------------------------------------ | ------------------------------------ | ------------------------------------ | ------------------------------------ | ------------------------------------ | ------------------------------------ | ------------------------------------ | ------------------------------------ | ------------------------------------ | ------ | ------- |
| 2009 | Durango | ESP                                  | ESP                                  | MON                                  | MON                                  | TUR                                  | TUR                                  | GBR                                  | GBR                                  | DEU                                  | DEU                                  | HUN                                  | HUN                                  | VAL                                  | VAL                                  | BEL                                  | BEL                                  | ITA                                  | ITA                                  | POR                                  | POR                                  | 0      | 24      |
| 2009 | Durango | 12                                   | 18                                   | NU                                   | 15                                   | NU                                   | NU                                   | 18                                   | NU                                   | 19†                                  | 13                                   | 14                                   | 20                                   | NU                                   | 15                                   | 11                                   | 13                                   | -                                    | -                                    | -                                    | -                                    | 0      | 24      |

## Wyniki w Formule Renault 3.5
| Legenda oznaczeń w tabelach wyników Wyświetl szablon na nowej stronie | Legenda oznaczeń w tabelach wyników Wyświetl szablon na nowej stronie                                                                     |
| Oznaczenie                                                            | Wyjaśnienie |
| --------------------------------------------------------------------- | --- |
| Złoty                                                                 | Zwycięzca lub mistrzostwo |
| Srebrny                                                               | 2. miejsce lub wicemistrzostwo |
| Brązowy                                                               | 3. miejsce lub II wicemistrzostwo |
| Zielony                                                               | Ukończył, punktował (w klasyfikacji generalnej, gdy zdobył co najmniej jeden punkt na przestrzeni sezonu, poza trzema powyższymi opcjami) |
| Niebieski                                                             | Ukończył, nie punktował (w klasyfikacji generalnej, gdy nie zdobył co najmniej jednego punktu na przestrzeni sezonu)                      |
| Czerwony                                                              | Nie zakwalifikował się (NZ) |
| Czerwony                                                              | Nie prekwalifikował się (NPK) |
| Różowy                                                                | Nie ukończył (NU) |
| Różowy                                                                | Niesklasyfikowany (NS) (w klasyfikacji generalnej, gdy nie został sklasyfikowany w żadnym wyścigu sezonu)                                 |
| Czarny                                                                | Zdyskwalifikowany (DK) |
| Czarny                                                                | Wykluczony (WYK/EX) |
| Biały                                                                 | Nie wystartował (NW) |
| Biały                                                                 | Kontuzjowany (K/INJ) |
| Biały                                                                 | Wyścig odwołany (OD/C) |
| Bez koloru                                                            | Został wycofany (WYC/WD) |
| Bez koloru                                                            | Nie przybył (NP/DNA) |
| Bez koloru                                                            | Nie brał udziału w treningach (NT/DNP) |
| Bez koloru                                                            | Nie został zgłoszony (–) |
| Pogrubienie                                                           | Start z pole position |
| Kursywa                                                               | Najszybsze okrążenie wyścigu |
| †                                                                     | Nie ukończył, ale jego rezultat został zaliczony ze względu na przejechanie więcej niż 90% dystansu wyścigu.                              |
| *                                                                     | Sezon w trakcie |
| 1/2/3                                                                 | Punktowana pozycja w sprincie kwalifikacyjnym                                                                                             |
| Lista systemów punktacji Formuły 1                                    | |

| Rok  | Zespół              | Wyniki w poszczególnych eliminacjach | Wyniki w poszczególnych eliminacjach | Wyniki w poszczególnych eliminacjach | Wyniki w poszczególnych eliminacjach | Wyniki w poszczególnych eliminacjach | Wyniki w poszczególnych eliminacjach | Wyniki w poszczególnych eliminacjach | Wyniki w poszczególnych eliminacjach | Wyniki w poszczególnych eliminacjach | Wyniki w poszczególnych eliminacjach | Wyniki w poszczególnych eliminacjach | Wyniki w poszczególnych eliminacjach | Wyniki w poszczególnych eliminacjach | Wyniki w poszczególnych eliminacjach | Wyniki w poszczególnych eliminacjach | Wyniki w poszczególnych eliminacjach | Wyniki w poszczególnych eliminacjach | Punkty | Pozycja |
| ---- | ------------------- | ------------------------------------ | ------------------------------------ | ------------------------------------ | ------------------------------------ | ------------------------------------ | ------------------------------------ | ------------------------------------ | ------------------------------------ | ------------------------------------ | ------------------------------------ | ------------------------------------ | ------------------------------------ | ------------------------------------ | ------------------------------------ | ------------------------------------ | ------------------------------------ | ------------------------------------ | ------ | ------- |
| 2010 | Junior Lotus Racing | ARA                                  | ARA                                  | BEL                                  | BEL                                  | MON                                  | CZE                                  | CZE                                  | FRA                                  | FRA                                  | HUN                                  | HUN                                  | DEU                                  | DEU                                  | GBR                                  | GBR                                  | CAT                                  | CAT                                  | 44     | 12      |
| 2010 | Junior Lotus Racing | 5                                    | 9                                    | NU                                   | NU                                   | 9                                    | 13                                   | 8                                    | 4                                    | 9                                    | 5                                    | 12                                   | NU                                   | 12                                   | 4                                    | 9                                    | 16                                   | 6                                    | 44     | 12      |
| 2011 | KMP Racing          | ARA                                  | ARA                                  | BEL                                  | BEL                                  | ITA                                  | ITA                                  | MON                                  | DEU                                  | DEU                                  | HUN                                  | HUN                                  | GBR                                  | GBR                                  | FRA                                  | FRA                                  | CAT                                  | CAT                                  | 55     | 9       |
| 2011 | KMP Racing          | 3                                    | NU                                   | 5                                    | 10                                   | NW                                   | 7                                    | 5                                    | 18                                   | 15                                   | 7                                    | 17                                   | 20†                                  | 17                                   | 10                                   | 11                                   | 7                                    | NU                                   | 55     | 9       |